# Neivamyrmex romandii
Neivamyrmex romandii é uma espécie de formiga do gênero Neivamyrmex.